# Vignolles
Vignolles település Franciaországban, Charente megyében. Lakosainak száma 161 fő (2022. január 1.). Vignolles Ladiville, Saint-Bonnet, Saint-Médard, Barbezieux-Saint-Hilaire és Bellevigne községekkel határos.

## Népesség
A település népessége az elmúlt években az alábbi módon változott:
| Lakosok száma | 264  | 187  | 181  | 204  | 187  | 180  | 168  | 165  | 163  | 161  |
|               | 1968 | 1982 | 1990 | 2006 | 2013 | 2015 | 2017 | 2019 | 2020 | 2022 |